# August Conrady
August Conrady (* 28. April 1864 in Wiesbaden; † 4. Juni 1925 in Leipzig) war ein deutscher Sinologe, Indologe und vergleichender Sprachwissenschaftler. Er lehrte als Professor für Ostasiatische Sprachen an der Universität Leipzig.

## Werdegang
August Conrady war der Sohn des Pfarrers Ludwig Conrady und seiner Frau Anna Babette von Bohlen. Der Orientalist (insbesondere Sanskritist) Peter von Bohlen war sein Großvater. Der Bruder seiner Großmutter Luise Habel war der bekannte Altertumsforscher Friedrich Gustav Habel. 
Nach seinem Studium der klassischen und indischen Philologie sowie Vergleichenden Sprachwissenschaft in Heidelberg, Jena, Leipzig, Straßburg und Würzburg promovierte Conrady 1886 an der Universität Würzburg über 15 Blätter einer nepalesischen Palmblatthandschrift des Nārada, die er übersetzte, mit einer Einleitung und Anmerkungen versah. An der Universität Leipzig habilitierte er sich 1891 mit einer Schrift über das altnepalesische Tanzspiel Haric̣candranṛityam für Ostasiatische Sprachen.
Anschließend lehrte er in Leipzig als Privatdozent, 1897 wurde er zum planmäßigen außerordentlichen Professor, 1922 zum ordentlichen Professor für Ostasiatische Sprachen ernannt. Seine Lehrveranstaltungen behandelten klassische und moderne indische Sprachen wie Sanskrit und Hindi, Tibetisch, Birmanisch, Chinesisch, Mandschu, Japanisch, Koreanisch und die Tai-Sprachen Südostasiens, namentlich „Siamesisch“ (Thailändisch), mit Aspekten der jeweiligen Kulturen sowie auch chinesische (Kultur-)Geschichte und Paläographie. Er war Lehrstuhlnachfolger Georg von der Gabelentz’ und prägte zusammen mit diesem die „Leipziger Schule“ der Sinologie, an die er seine streng philologische Methode weitergab. Von 1903 bis 1904 war Conrady an der Universität Peking tätig.
In Leipzig beantragte er 1913 ein eigenes Seminar, das mit Unterstützung Karl Lamprechts im Jahr darauf gegründet wurde und aus dem später das Ostasiatische Institut der Universität Leipzig hervorging. Zu Conradys Doktoranden und Assistenten zählten André Wedemeyer und Eduard Erkes. 1916 wurde Conrady als ordentliches Mitglied in die Sächsische Akademie der Wissenschaften aufgenommen. Als sein wichtigstes Werk gilt die Edition der von Sven Hedin in der antiken westchinesischen Garnisonsstadt Loulan gefundenen Handschriftenreste aus dem 3. und 4. Jahrhundert n. Chr., die er 1920 veröffentlichte.
Conrady war ab 1891 verheiratet mit Lucia, Tochter des Medizinprofessors Michael Roßbach. Sie hatten vier Töchter; u. a. die Grafikerin Anna Babette Conrady, verheiratet mit Eduard Erkes (einem akademischen Schüler und Doktoranden Conradys), und die spätere Malerin Lily Herrmann-Conrady.

## Werke (Auswahl)
- Fünfzehn Blätter einer nepalesischen Palmblatt-Handschrift des Nārada. Dissertation Univ. Leipzig 1886 (gedruckt 1891)
- Das Newāri. Grammatik und Sprachproben. In: Zeitschrift der Deutschen Morgenländischen Gesellschaft (ZDMG), Band 45 (1891), S. 1–35.
- Das Hariçcandranṛityam. Ein altnepalesisches Tanzspiel. K. F. Köhler, Leipzig 1891.
- Die Geschichte der Siamesen. In: Beilage zur Allgemeinen Zeitung (München), Nr. 322 (1893), S. 1–3.
- Eine Indochinesische Causativ-Denominativ-Bildung und ihr Zusammenhang mit den Tonaccenten. Ein Beitrag zur vergleichenden Grammatik der indochinesischen Sprachen insbesonderheit des Tibetischen, Barmanischen, Siamesischen und Chinesischen. Otto Harrassowitz, Leipzig 1896.
- Die Beziehungen der chinesischen Kultur zur abendländischen (= Hochschulvorträge für jedermann. 5). Seele, Leipzig 1898.
- Chinas Kultur und Literatur. 6 Vorträge (= Hochschulvorträge für jedermann. 19/20, 21/22 und 29/30). Seele, Leipzig 1903.
- Acht Monate in Peking. Eindrücke und Studien aus der Zeit der chinesischen Wirren. In: Hugo Grothe (Hrsg.): Beiträge zur Kenntnis des Orients. Jahrbuch der Münchener Orientalischen Gesellschaft, Band 2, Gebauer-Schwetschke, Halle 1905, S. 33–51.
- Die chinesischen Handschriften- und sonstigen Kleinfunde Sven Hedins in Lou-Lan. Generalstabens Litogratiske Anstalt, Stockholm 1920.
- Alte westöstliche Kulturwörter. In: Berichte über die Verhandlungen der Sächsischen Akademie der Wissenschaften zu Leipzig. Philosophisch-historische Klasse, Band 77, Nr. 3 (1925).